# Hispano-Suiza Maguari HS1 GTC
Hispano-Suiza Maguari HS1 GTC – hipersamochód produkowany przez szwajcarskie przedsiębiorstwo Hispano-Suiza Automobilmanufaktur od 2019 roku.

## Historia i opis modelu
Studyjną zapowiedzią szwajcarskiej reinterpretacji dawnej hiszpańskiej marki Hispano-Suiza był prototyp dwudrzwiowego, dwumiejscowego samochodu sportowego zaprezentowany podczas Geneva Motor Show w marcu 2010 roku. Produkcyjny model zadebiutował równo 9 lat później, mając swoją premierę na kolejnej edycji Geneva Motor Show w marcu 2019 roku. Pod kątem wizualnym samochód przeszedł ewolucyjny zakres zmian wobec prototypu, wyróżniając się m.in. większym wlotem powietrza z przodu, przeprojektowanym oświetleniem nadwozia, a także dużymi, 22-calowymi alufelgami.
Hispano-Suiza Maguari HS1 GTC oparty został na aluminiowym szkielecie, na którym zbudowano karoserię wykonaną z włókna węglowego dla zapewnienia optymalnej, jak najniższej masy całkowitej. Płyta podłogowa, podobnie jak w przypadku prototypu z 2010 roku, zapożyczona została z kolei z niemieckiego supersamochodu Audi R8. Sprawne hamowanie 1780-kilogramowego hipersamochodu mają pozwalać hamulce z karbonowo-ceramicznymi tarczami. 
Do napędu Maguari wykorzystany został głęboko zmodyfikowany wolnossący silnik Audi typu V10, który w wykonaniu szwajcarskiego producenta zyskał dwie turbosprężarki oraz elektryczne kompresory. Z pojemnością 5,2 litra, rozwija on 1085 KM i maksymalny moment obrotowy 1050 Nm, 100 km/h w 2,8 sekundy i maksymalnie do 380 km/h.

### Sprzedaż
Hispano-Suiza Maguari HS1 GTC jest samochodem ściśle limitowanym, które producent buduje od 2019 roku na zlecenie indywidualnych nabywców. Łącznie planowane jest zbudowanie ok. 300 sztuk, z czego każda z nich ma kosztować ok. 2,2 miliona euro.

### Silnik
- V10 5.2l Biturbo 1085 KM